# Darlington Raceway
Der Darlington Raceway ist ein Speedway in Darlington, South Carolina mit einer Länge von 1,366 Meilen (2,198 km). Die 1950 eröffnete Rennstrecke hat eine Zuschauerkapazität von 65.000 und gilt als eine der legendärsten Strecken der NASCAR. Jährlich werden Rennen der NASCAR Cup Series und der Xfinity Series ausgetragen.

## Geschichte

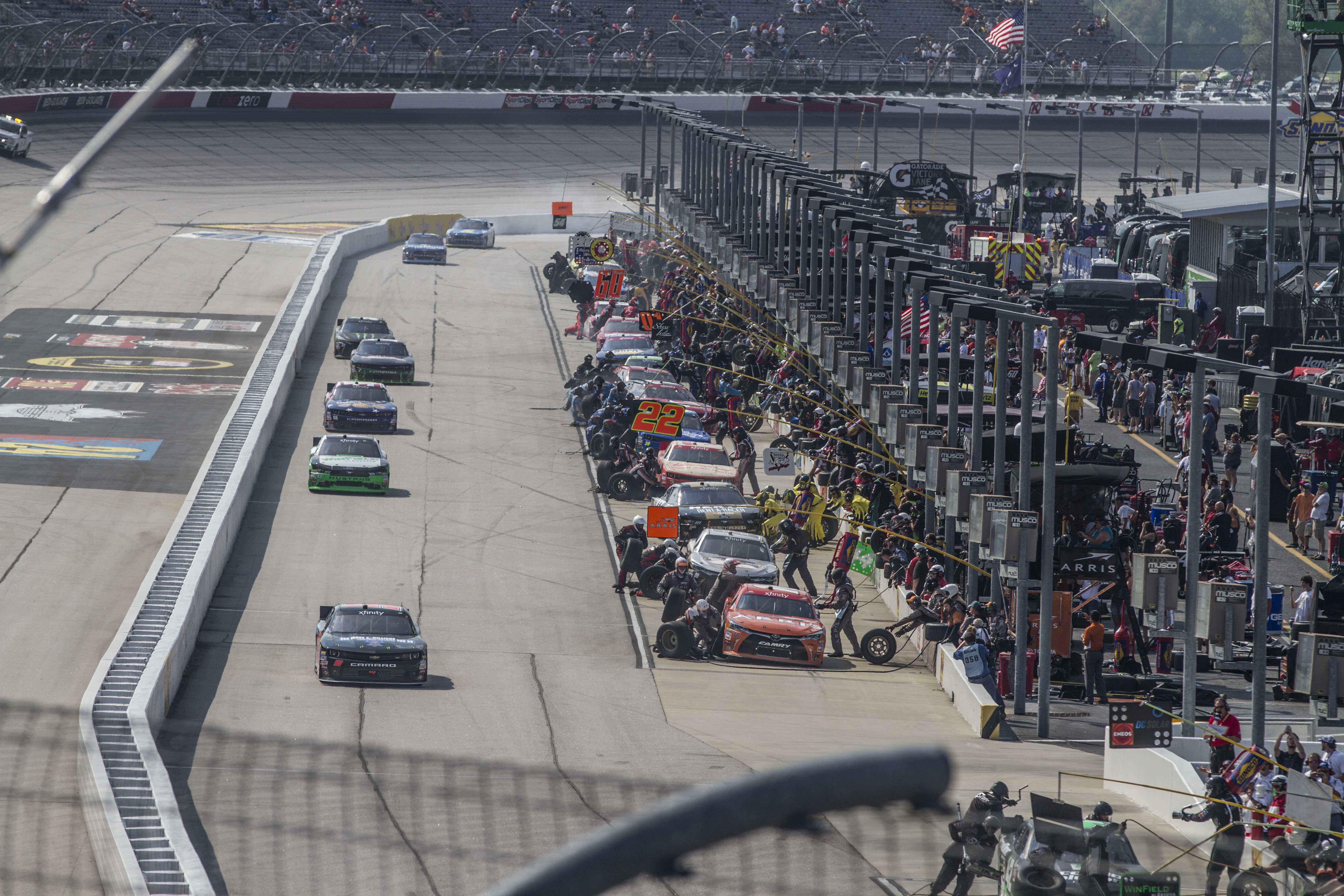
Boxengasse des Darlington Raceway beim NASCAR Xfinity Series Lauf 2015

Die Idee zum Bau des Darlington Raceway geht auf Harold Brasington zurück, der 1948 das Indianapolis 500 besuchte und dem die große Zuschauerzahl auffiel. Brasington war zuvor selber Rennfahrer und fuhr unter anderem auch gegen Bill France senior, dem Gründer der NASCAR, trat aber gegen Ende der 1940er Jahre vom Rennsport zurück, um sich auf die Landwirtschaft und die Architektur zu konzentrieren.
Beeindruckt von der Zuschauermenge beim Indianapolis dachte sich Brasington „If Tony Hulman can do it here, I can do it back home.“ („Wenn Tony Hulman sowas hier auf die Beine stellen kann, kann ich das zu Hause auch.“) Entsprechend begann er mit Planungen zu einem neuen Speedway in Darlington. Für den Bau kaufte er 70 Acre von einem Farmer namens Sherman Ramsey und begann mit der Umwandlung einer Baumwoll- und Erdnussplantage in eine Rennstrecke. Da Brasington Ramsey versprochen hatte, dass dessen Teich an der Westseite des Grundstücks unversehrt bleibt, war er gezwungen, die Rennstrecke in ungewöhnlicher Ei-Form zu bauen. Dadurch ist die Kurve auf der Westseite enger und steiler als die Kurve auf der Ostseite. Die Bauzeit betrug rund ein Jahr.
Im Sommer 1950 unterzeichnete Brasington einen Vertrag mit Bill France Sr., am Labor Day ein Rennen über 500 Meilen auf dem Speedway zu veranstalten. Das erste Southern 500 offerierte ein Rekordpreisgeld von 25.000 US-Dollar und wurde unter der Kooperation von NASCAR und der konkurrierenden Central States Racing Association ausgetragen. Mehr als 80 Fahrer versuchten sich zum Rennen zu qualifizieren, das in einem ähnlichen Format wie das zum Indianapolis 500 über zwei Wochen ausgetragen wurde. Erster Sieger wurde Johnny Mantz in einem Wagen, der France gehörte.

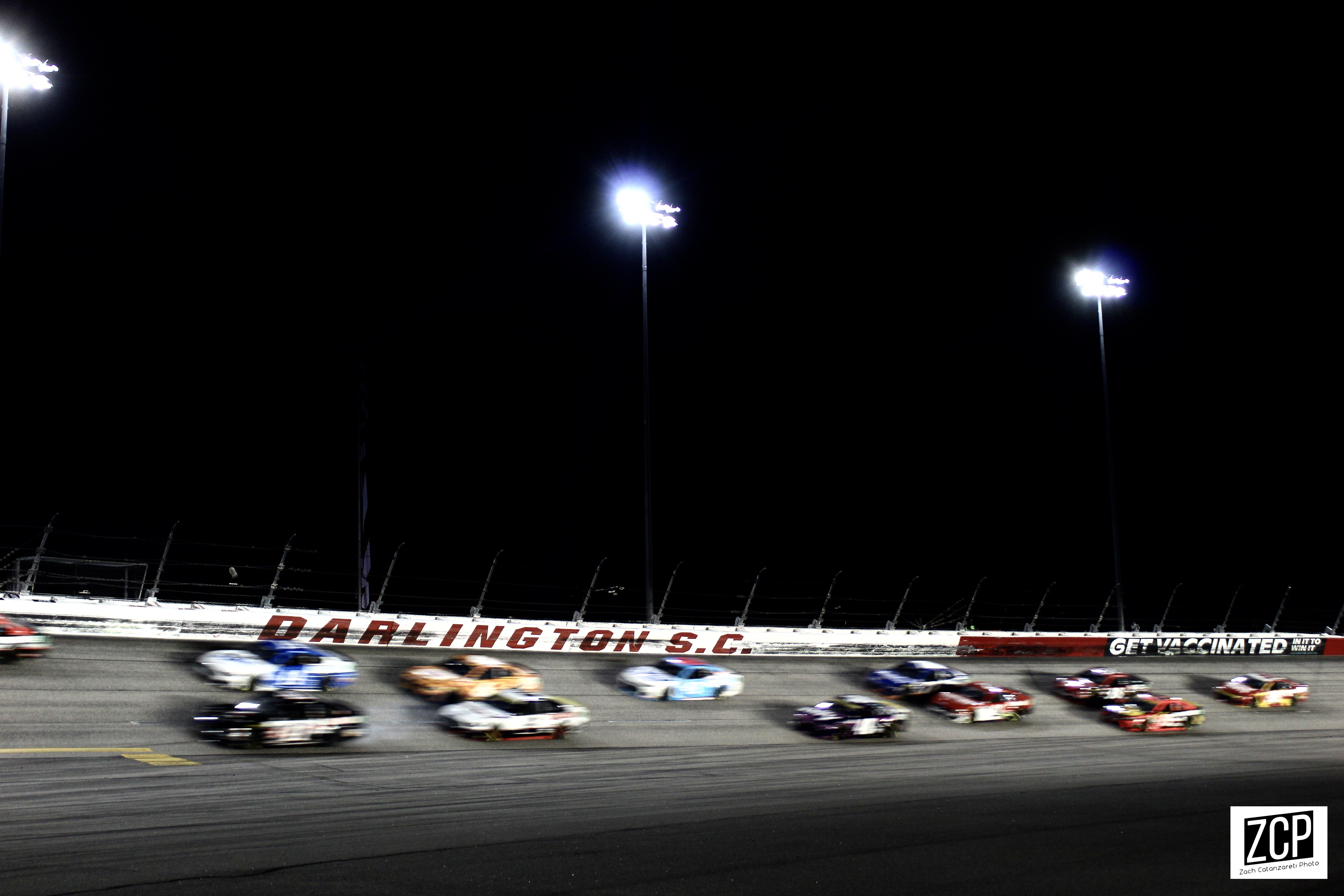
„Darlington Stripes“ an den Begrenzungsmauern

Über die Jahre hinweg wurde die Strecke mehrmals umkonfiguriert. So wurde beispielsweise die Start-Ziel-Gerade zur Gegengeraden und umgekehrt. Auch wurde die Kapazität an Sitzplätzen auf 65.000 erhöht, die weiterhin limitiert ist aufgrund des immer noch existierenden Teichs und eines Highways hinter der Gegengeraden. Im Winter 2007 bekam der Raceway eine neue Asphaltierung, die Kosten beliefen sich auf circa zehn Millionen US-Dollar.
Der Darlington Raceway gilt unter Fahrern und Fans als eine legendäre Rennstrecke: Er war zur Zeit seiner Errichtung im Vergleich zu den anderen damaligen Rennstrecken der NASCAR ein echter Superspeedway, der hohe Geschwindigkeiten der Rennwagen erlaubte. Auch wurde auf ihm das allererste NASCAR-Rennen über 500 Meilen ausgetragen – das Daytona 500 fand erst neun Jahre später 1959 erstmals statt.
Der Darlington Raceway wird oftmals auch als „The Lady in Black“ bezeichnet, da die vor jedem Rennen weiß gestrichenen äußeren Begrenzungsmauern nach dem Rennen aufgrund der vielen Mauerkontakte an vielen Stellen überwiegend schwarz ist. Entsprechend hat sich auch die Bezeichnung „A Track Too Tough To Tame“ („Eine Strecke, zu schwierig um sie zu bändigen“) eingebürgert, da insbesondere viele Neulinge „Darlington Stripes“ erzeugen.

## Streckenbeschreibung
Die ersten beiden Kurven haben einen Radius von 600 Fuß (182,88 m) bei einer Überhöhung von 25°. Die Kurven 3 und 4 haben dagegen mit 525 Fuß (160,02 m) einen bedeutend kleineren Radius, was dazu führt, dass der Kurs ein eiförmiges Oval beschreibt, was für Ovalkurse unüblich ist. Die Überhöhung der Kurven 3 und 4 beträgt 23°, die der Zielgeraden 3° und die der Gegengeraden 2°. Die Geraden sind je 1229 Fuß (374,60 m) lang. Die Länge der Boxengasse beträgt 2025 Fuß (617,22 m).

## Veranstaltungen
Bis dato (Stand Ende 2023) gastierten die folgenden Rennserien auf dem Darlington Speedway:
Aktuell:
- NASCAR Cup Series: 1950–2023; 125 Rennen; Cook Out Southern 500 & Goodyear 400
- NASCAR Xfinity Series: 1982–2023; 67 Rennen; Sport Clips Haircuts VFW 200 & Shriners Children's 200
- NASCAR Craftsman Truck Series; 2001–2004, 2010–2011, 2020–2023; 11 Rennen; Buckle Up South Carolina 200

Frühere Rennen:
- NASCAR K&N Pro Series East: 1987–88; 4 Rennen; Country Squire Homes 200, Gatorade 200
- NASCAR Convertible Series: 1957–1959; 3 Rennen; Rebel 300
- AAA / USAC Champ Car Series: 1950–51, 1954, 1956; 4 Rennen; Pee Dee 200